# Húngaros da Romênia
A minoria húngara da Romênia é a maior minoria étnica na Romênia, constituída por 1.431.807 pessoas e tornando-se 6,6% da população total, de acordo com o censo de 2002 .A maioria dos húngaros étnicos da Romênia vivem em áreas que antes eram (antes do Tratado de Trianon de 1920), partes da Hungria. Estas áreas são hoje conhecidas como a Transilvânia, onde os húngaros compõem 19,6 da população. A região também engloba as regiões históricas de Banat, Crisana e Maramureş. Os húngaros formam uma grande maioria da população nos municípios de Harghita (84,61%) e Covasna (73,79%), e uma grande percentagem em Mureş (39,30%), Satu Mare (35,19%), Bihor (25,96%), Sălaj ( 23,04%), Cluj (17,40%) e Arad (10,67%).

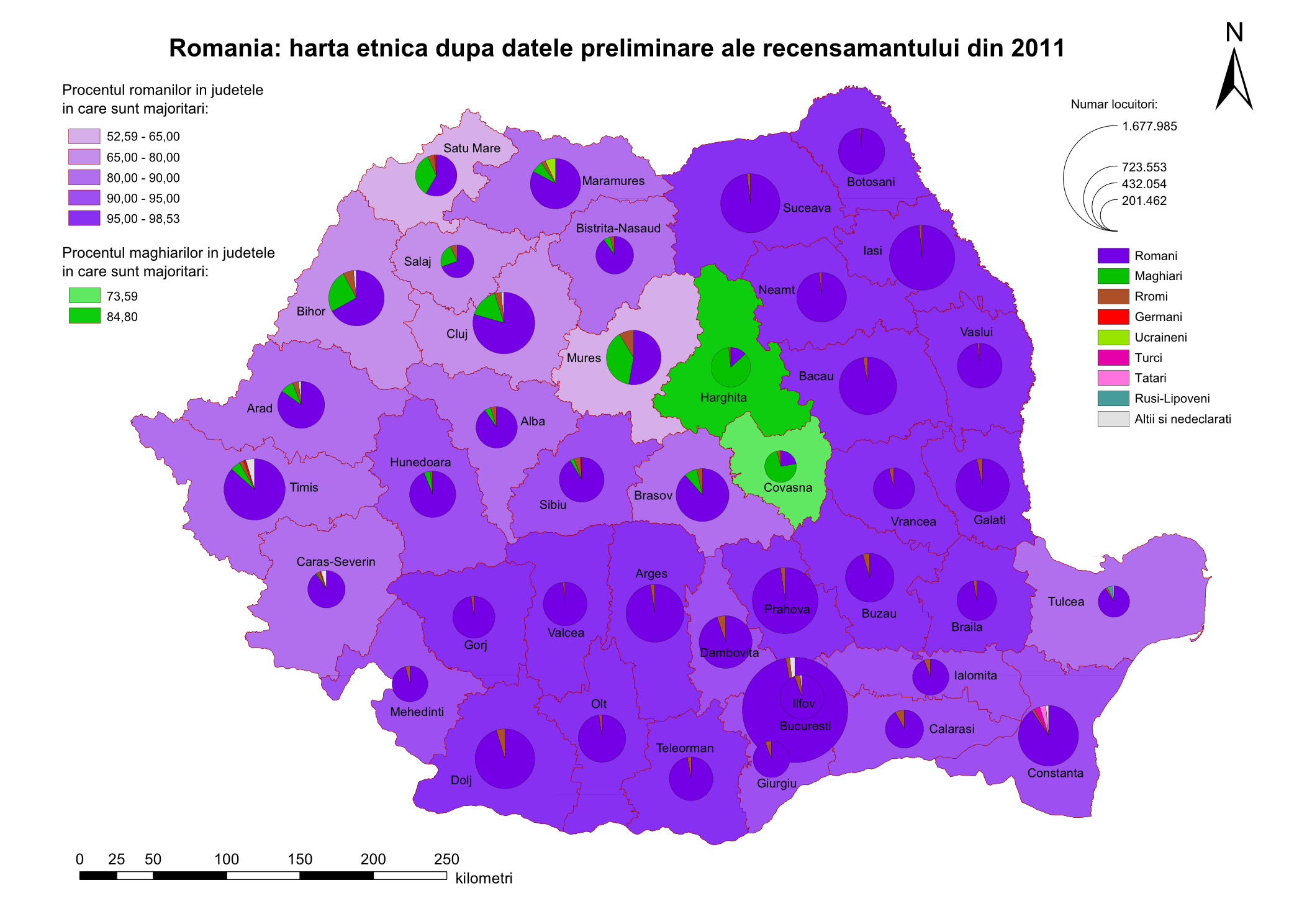
Mapa étnico da Romênia, mostrando a proporção das minorias por região, segundo dados preliminares do censo de 2011.
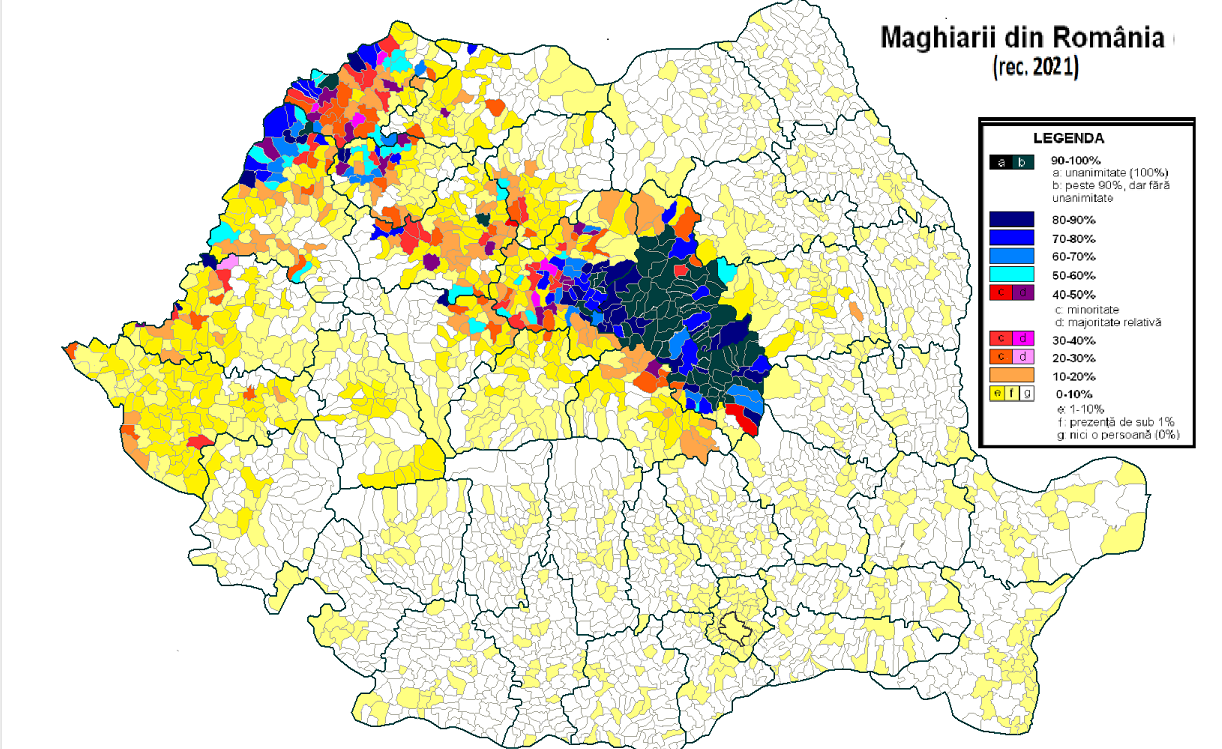
Distribuição populacional da etnia húngara pelo território da Romênia, de acordo com o censo de 2021.

## Histórico

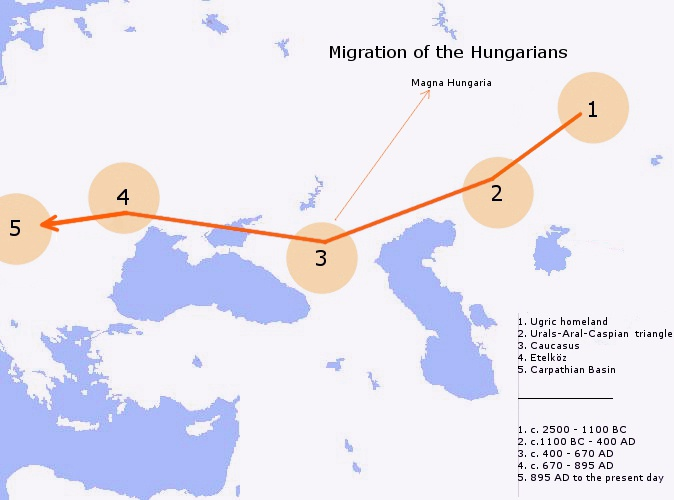
Esquema hipotético da migração magiar, da Sibéria à Panônia.

Planície da Panônia destacada em vermelho (III) e os Cárpatos, em verde escuro (IV), sobrepostas às fronteiras políticas após a Segunda Guerra Mundial.

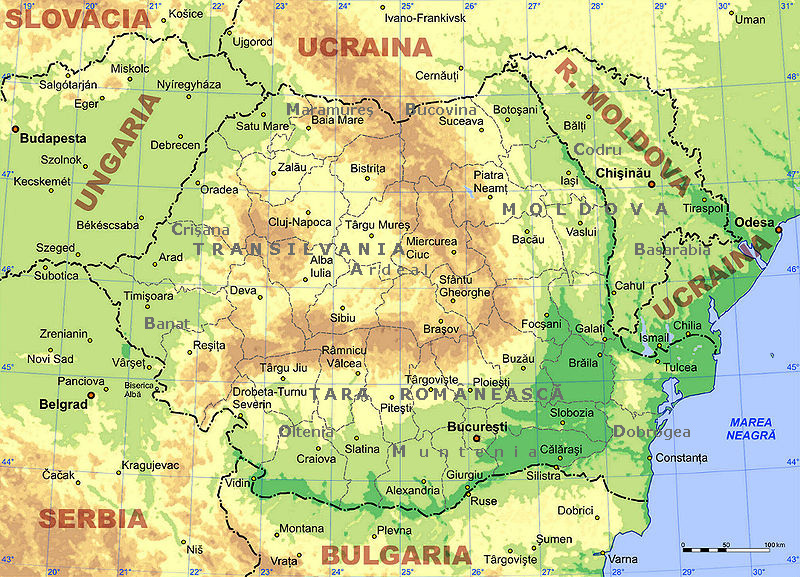
Romênia e seus condados, com destaque para a Transilvânia, compreendida entre os Cárpatos e a Panônia.

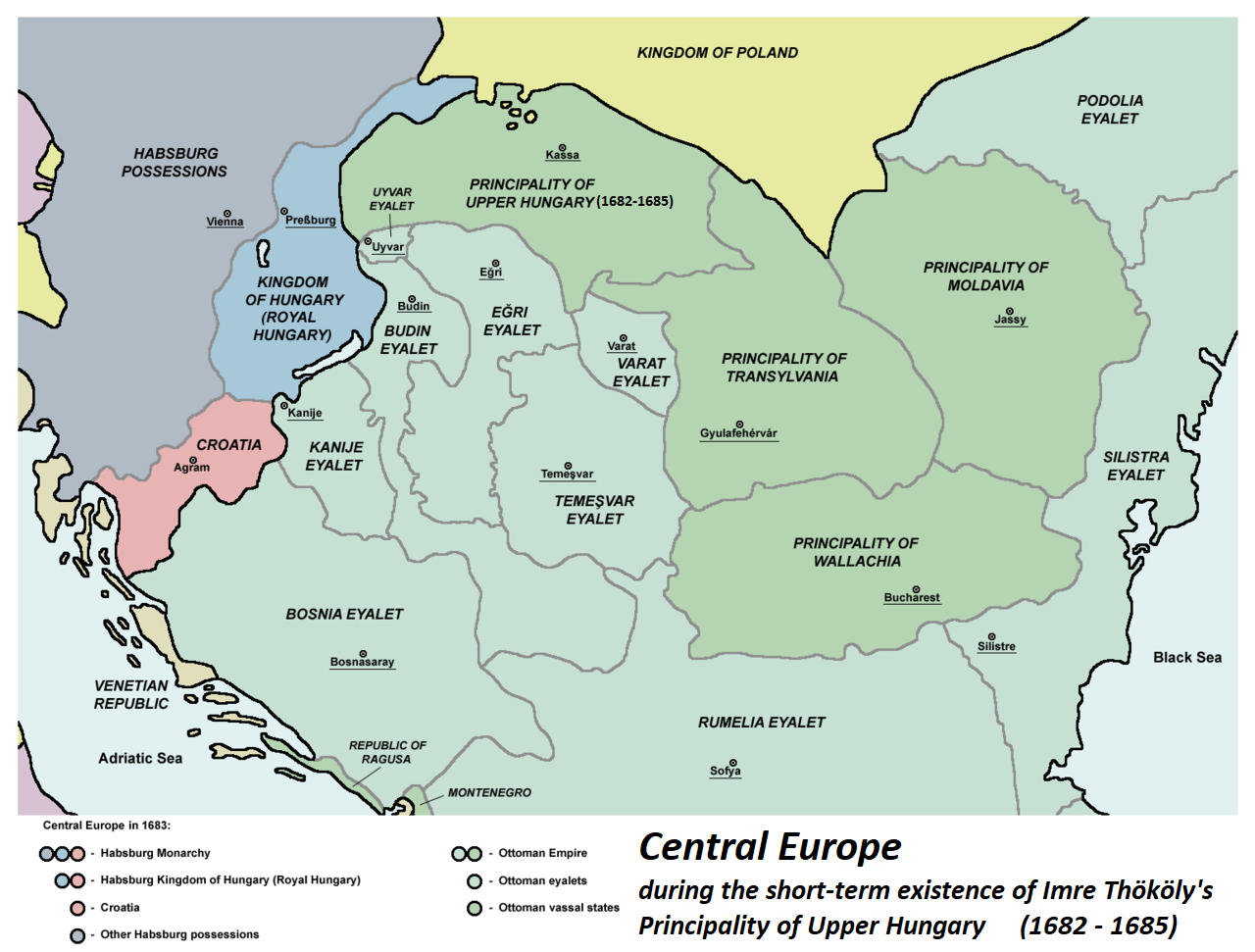
Europa Central em 1683. Em tons de verde, Estados sob domínio do Império Otomano.

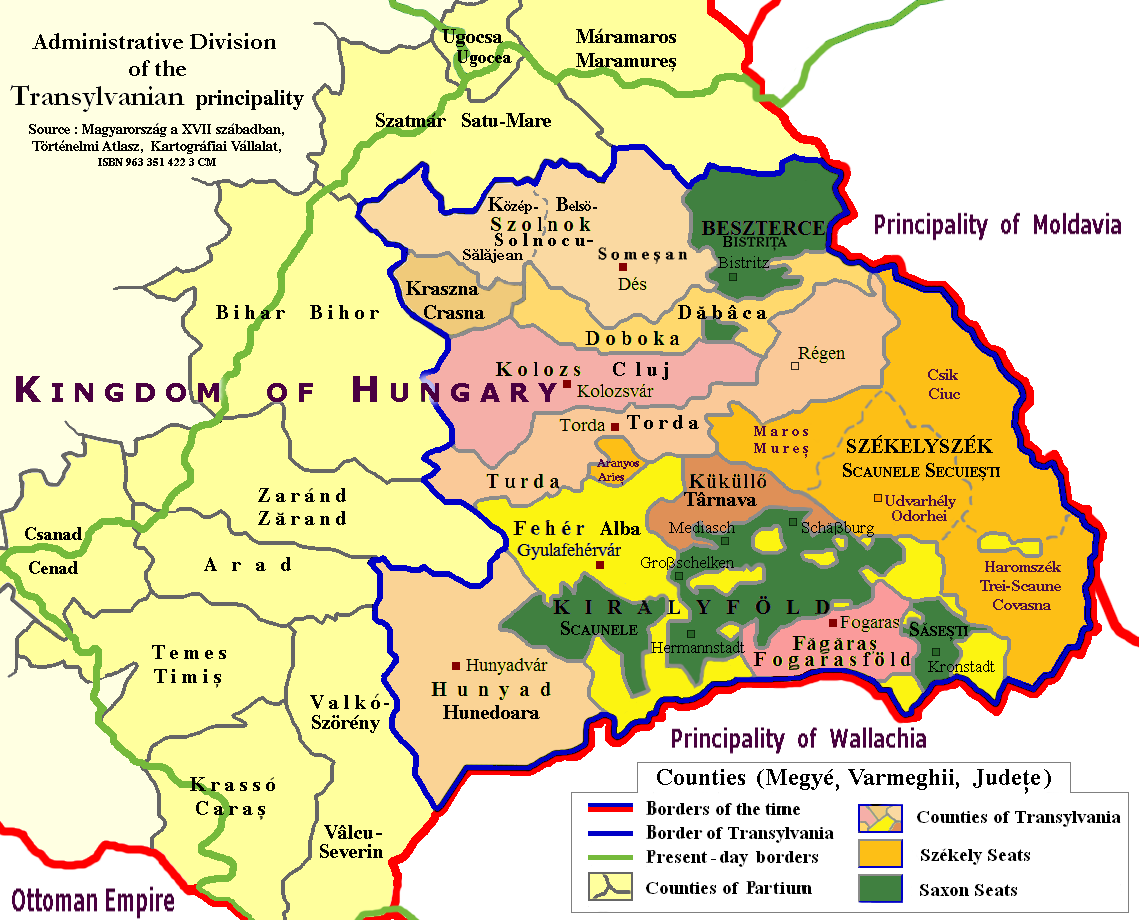
Transilvânia e suas divisões políticas à época do Grande Principado sob domínio Habsburgo.

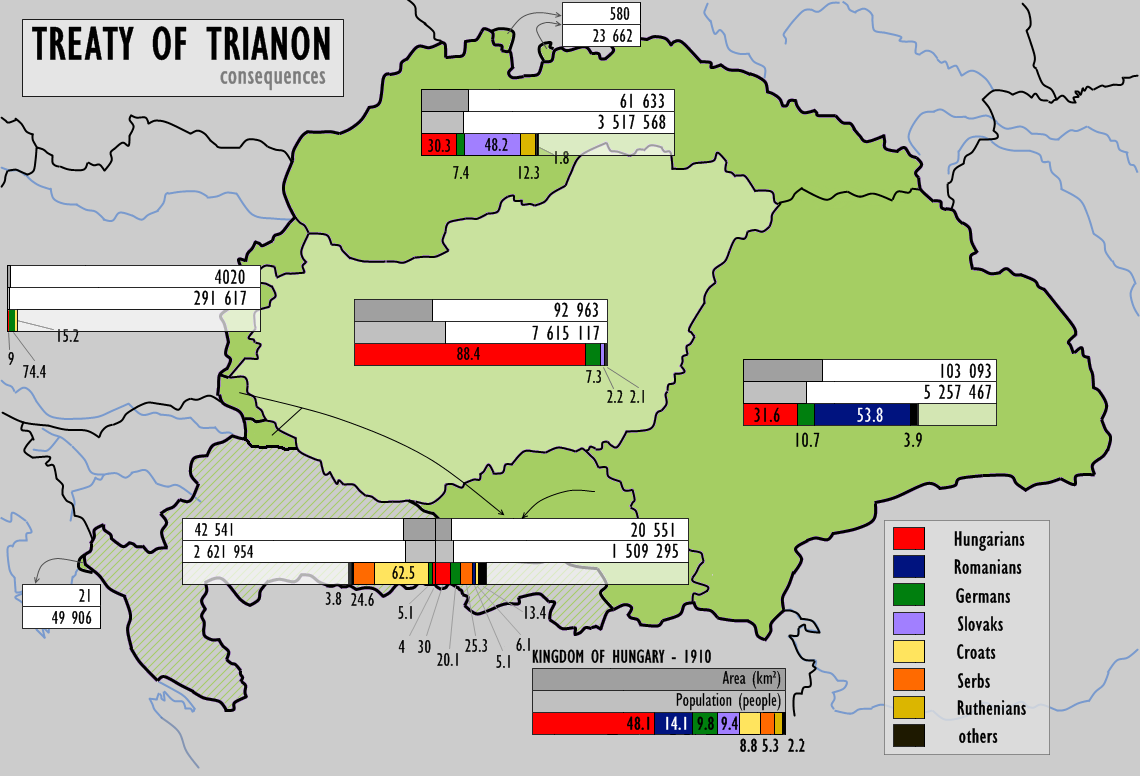
Proporção de húngaros face a outras etnias no território da Transleitânia, pouco antes de sua dissolução.

Originando-se na vizinhança dos Urais, possivelmente na Sibéria, tribos magiares cruzaram os Cárpatos e chegaram à Transilvânia em torno de 895 da Era Comum, vindo a dominar o curso médio do Danúbio e ocupar a maior parte da Panônia. Tendo como referência a geografia política do século XXI, significa dizer que essas tribos vieram da Rússia pelo sul da Ucrânia e cruzaram da Moldávia para o centro da Romênia no final do primeiro milênio depois de Cristo.
Até então dispersos em tribos com forte propensão militar, os húngaros foram gradualmente reconhecendo-se enquanto nação. Durante os séculos IX e X, ao longo desse processo, empreenderam uma série de exitosas campanhas em boa parte do continente europeu, no mais das vezes experiências devastadoras para os povos submetidos. Em 955 e 970, contudo, sofreram decisivas derrotas na Bavária (Batalha de Lechfeld, no atual sul da Alemanha) e na Trácia (Batalha de Arcadiópolis, na atual Turquia europeia), respectivamente, as quais acabaram por selar o destino da Hungria tal como esta se deu a conhecer dali em diante.
Em consequência dessas derrotas, o caráter tribal dos húngaros se enfraqueceu, forçando-os a restringir-se territorialmente à planície da Panônia. Tal estado de coisas permitiu também que Géza, líder da federação tribal, pusesse em marcha o plano de unificar a Hungria e integrá-la à Cristandade ocidental. Isso se deu em 997, quando Géza ignorou o tradicional direito de primogenitura prevalente naquela federação e passou o título de Grande Príncipe dos Húngaros diretamente a Vajk, seu filho único havido com Sarolt. Em 1000 ou 1001, Vajk recebeu o título de rei, tendo sido coroado como Estêvão I da Hungria.
Tendo passado à história conhecido também como Rei Santo Estêvão, Vajk personifica não só a unificação da Hungria, mas também sua cristianização, pois sua mãe era filha de Zombor (Gyula II), que governava a Transilvânia independentemente da federação e se convertera à Cristandade oriental meio século antes.
Enquanto governador da Transilvânia, Gyula tinha sua sede na atual cidade romena de Alba Iulia, então conhecida como Bălgrad, nome eslavo que significa "castelo branco" ou "cidade branca", razão pela qual o nome húngaro da cidade se registra como Gyulafehérvár ("castelo branco de Gyula"). Em todo caso, apesar de entre os húngaros "Gyula" ser originalmente um título nobiliárquico ou patente militar, veio a ser um nome próprio historicamente associado ao antropônimo latino "Iulius".
Desse modo, reconhecida como reino cristão pelo Papa Silvestre II e pelo Imperador Romano-Germânico Otão III, a Hungria abrangeu a Transilvânia e atravessou a primeira metade do segundo milênio consolidando-se política e economicamente como um bastião da Cristandade europeia, responsável pela contenção ao assédio do Império Otomano, que trazia consigo a fé islâmica. Todavia, com as fronteiras deste aproximando-se cada vez mais, os húngaros foram derrotados em 1526 (Batalha de Mohács, no atual sul da Hungria), e em 1571 a Transilvânia tornou-se um Estado autônomo sob suzerania otomana.
Já em 1683, contudo, graças à Batalha de Viena, esse mesmo território voltou ao Reino da Hungria, agora sob o Império Habsburgo. Na forma de uma aliança militar e diplomática, o Compromisso Austro-Húngaro de 1867 estabeleceu que os Estados austríaco (Cisleitânia) e húngaro (Transleitânia) seriam governados por parlamentos e primeiros-ministros diferentes. A Transilvânia era parte desse segundo Estado. Como resultado da Primeira Guerra Mundial, porém, a Áustria-Hungria desintegrou-se, e em 1918 romenos étnicos proclamaram a União da Transilvânia com a Romênia, confirmada pelo Tratado de Trianon (1920).

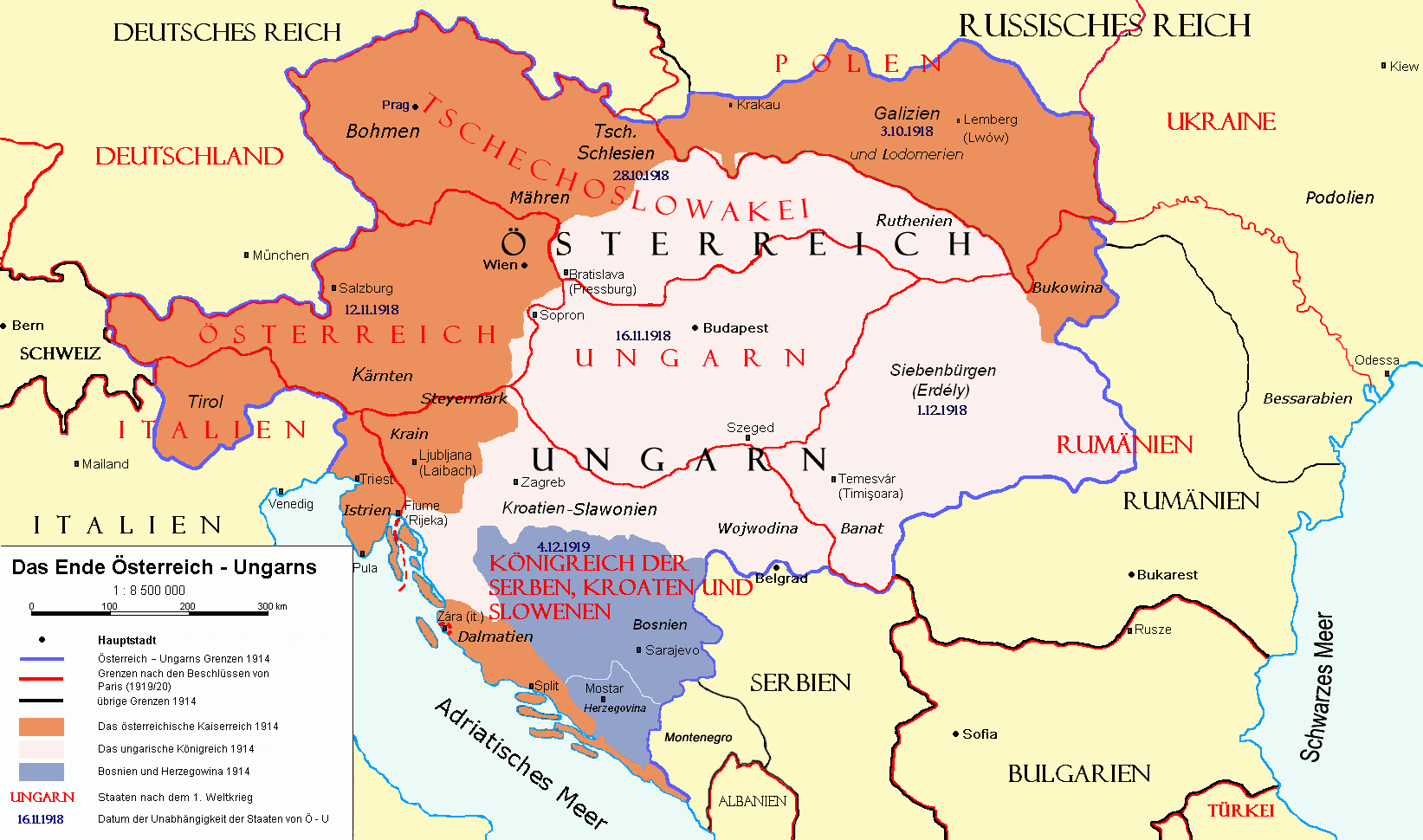
Império Austro-Húngaro e suas três grandes regiões, pouco antes de ser dissolvido, abrangendo a Transilvânia sob domínio húngaro.
Império Austro-Húngaro e suas divisões políticas, pouco antes de ser dissolvido, abrangendo a Transilvânia sob domínio húngaro.

Nas etapas iniciais da Segunda Guerra Mundial, quando constatou que os aliados falharam em prestar o devido apoio militar à Polônia (1939) e à França (1940), o Rei Carlos II da Romênia alinhou-se a Hitler, buscando assim evitar quaisquer reivindicações territoriais por parte de seus vizinhos. A Alemanha, porém, acabou recomendando-lhe ceder território tanto à Hungria como à União Soviética. Desse modo, a Transilvânia do Norte é repassada à Hungria em 1940 (Segunda Arbitragem de Viena), mas retornada à Romênia logo após o fim da guerra (Tratado de Paris, 1947).

Perdas territoriais da Romênia no começo da Segunda Guerra Mundial: a Transilvânia do Norte volta a compor a Hungria.
Perdas territoriais da Hungria ao final da Segunda Guerra Mundial: a Transilvânia do Norte volta a compor a Romênia.

Em 1952, foi criada em plena Transilvânia uma Região Autônoma Magiar, dissolvida contudo em 1968, quando o governo comunista da Romênia substituiu as regiões por condados, e especialmente a partir do governo Ceaușescu (1974-1989) deu espaço a uma política de romenização. Após a Revolução Romena de 1989, entretanto, os húngaros da Romênia já puderam constituir vários partidos políticos romenos de base étnica húngara, tais como a União Democrática dos Húngaros na Romênia (1989), o Partido Cívico Húngaro (2008-2022), 
o Partido Popular Húngaro da Transilvânia (2011-2022), e a Aliança Húngara da Transilvânia (2022).

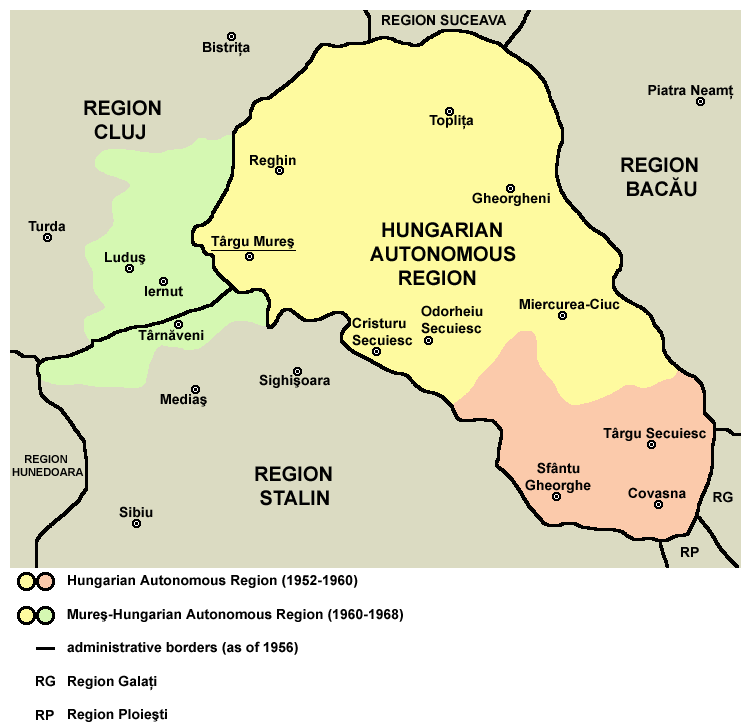
Região Autônoma Magiar, em diferentes períodos, entre as décadas de 1952 e 1968.

Embora desde então não se registrem conflitos étnicos em escala significativa, confrontos mais pontuais como os de Târgu Mureș em março de 1990 já tiveram lugar. Em 1995, Hungria e Romênia assinaram um acordo pelo qual, de um lado, a Hungria renunciou a qualquer reivindicação territorial, e a Romênia, de outro, reiterou seu compromisso com os direitos da minoria húngara. A relação entre ambos os Estados melhorou mais sensivelmente quando primeiro a Hungria (2004) e depois a Romênia (2007) acederam à União Europeia, na primeira década do século XXI.
Instituições educacionais de destaque entre a comunidade húngara da Romênia são a Universidade Babeș-Bolyai (Cluj-Napoca, 1959), a Universidade Húngara Sapientia da Transilvânia (Cluj-Napoca, 2001), a Universidade Cristã Partium (Oradea, 2000) e o Instituto Teológico Protestante (Cluj-Napoca, 1948).